# Notre camarade Tito
Pour plus de détails, voir Fiche technique et Distribution.
Notre camarade Tito est un documentaire français réalisé par Robin Hunzinger, sorti en 2010.

## Synopsis
La guerre, telle une apocalypse a mis fin à l’utopie d’une société yougoslave juste et heureuse. Sabina fait partie de ces enfants de Tito. Robin Hunzinger revient avec elle sur les traces de ce héros trop parfait dont l’histoire officielle en cache une autre, plus sombre. Une métaphore : deux îles presque voisines…

## Fiche technique
- Titre : Notre camarade Tito
- Réalisation : Robin Hunzinger
- Auteurs : Sabina Subasic, Robin Hunzinger
- Producteurs: Bruno Florentin
- Production : Real Productions, Ere production, Savage Films, France télévisions, BHRT
- Musique : Samuel Hirsch
- Pays d'origine :  France
- Genre : documentaire
- Durée : 53 min

## Distinctions
- Prix V Ahmed Attia 2011 au 13e Medimed de Barcelone.